# Silencio (canción de Rafael Hernández)
Silencio es un bolero escrito por el compositor y músico puertorriqueño Rafael Hernández Marín en el año 1932. Se ha convertido en un estándar del repertorio de música latina, con destacadas actuaciones de artistas como Cuarteto Machín, Daniel Santos, Noro Morales e Ibrahim Ferrer.
Este bolero no debe ser confundido con el omelenkó del mismo nombre compuesta por Elsa Angulo Macías y grabado por Celia Cruz con La Sonora Matancera en 1953.

## Grabaciones

### Buena Vista Social Club
Grabado por varios artistas del mundo de la música hispana, llegó a una mayor prominencia cuando fue incluido en la banda sonora nominada de Óscar del documental de 1999 "Buena Vista Social Club", ambientado en Cuba y dirigido por Wim Wenders. La canción fue cantada por los reconocidos cantantes Ibrahim Ferrer y Omara Portuondo, y dirigida por Juan de Marcos González, con Ry Cooder a la guitarra. La escena de la película en la que se interpreta la canción es particularmente conmovedora porque la edad de los intérpretes (72 y 69, respectivamente, el miembro más antiguo del grupo fue 91 y varios otros tenían más de 80 años) se contrasta por la frescura y la intensidad emocional de la actuación, en la que se mueve a las lágrimas que él tiernamente roza.
La canción no fue incluida en el álbum homónimo de Buena Vista Social Club, sino en el álbum "Buena Vista Social Club Presents Ibrahim Ferrer" de Ferrer, lanzado en 1999 por World Circuit.

### Otras versiones
En el apogeo de su carrera (finales de los años 1950 hasta su muerte en 1964), el pianista y director de orquesta puertorriqueño, Noro Morales lanzó una serie de grabaciones de rumba de salón arregladas para su sexteto, sin voz y con (una innovación) el piano tocando la melodía y el ritmo. Varios de sus éxitos fueron compuestos por Hernández, entre ellos "Silencio".
La película mexicana de 1969 "El jibarito Rafael", ambientada en Puerto Rico, tiene una escena en la que un cantante de tuxedo (Felipe Pirela) canta la canción mientras se pasea por la discoteca donde los protagonistas están sentados, para terminar enfrentándose a la chica directamente cuando comienza la frase "Silencio..." .

## Letras
Las dos primeras líneas de la canción, "Duermen en mi jardín / Las blancas azucenas". El orden de estas líneas se invierte en algunas versiones. La tercera línea, "Los nardos y las rosas", se omite totalmente de algunas versiones.
Otras líneas de la canción hablan de un alma atormentada: "Y mi alma, muy triste y pesarosa, A las flores quiere ocultar, Su amargo dolor". El cantante oculta sus verdaderos sentimientos: "No quiero que las flores sepan, Los tormentos que me da la vida, Si supieran lo que estoy sufriendo, Por mis penas, llorarían también".
El punto es reiterado: "Silencio; que están durmiendo, Los nardos y las azucenas. No quiero que sepan mis penas". La última línea se repite tres veces, "Porque, si me ven llorando, morirán".
Todas las flores mencionadas son muy perfumadas y, por lo tanto, tienen una presencia palpable y evocadora, incluso de noche, en la oscuridad, cuando están "durmiendo". Este atributo lleva a la presunción de que las flores son tan sensibles a las emociones humanas, al igual que los seres humanos son a sus olores.